# Партечипацио, Орсо II
Орсо II Партечипацио — 18-й венецианский дож (912—932).
Продолжил мирную политику Пьетро Трибуно. После пленения сына Орсо II Партечипацио Венеция стала платить выкуп неретвским пиратам. В 932 году добровольно ушёл в отставку и удалился в монастырь.